# هيدروكسيد الغاليوم الثلاثي
 هيدروكسيد الغاليوم الثلاثي مركب كيميائي له الصيغة Ga(OH)3 ، وهو شكل الفلز الطبيعي للغاليوم في القشرة الأرضية .